# Charter
Die Charter (englisch Vertrag) ist ein Anglizismus für die befristete Überlassung eines Gegenstandes gegen die Entrichtung eines Nutzungsentgelts.

## Allgemeines
Das Wort Charter ist international begrenzt auf die Transportmittel der Flugzeuge und Schiffe und wird meist als die Abkürzung für den Charterverkehr oder Chartervertrag verwendet. Chartern ist das Mieten oder Pachten von Flugzeugen oder Schiffen. Im deutschsprachigen Raum ist auch das Chartern von Zügen möglich, siehe Charterzug.
Die Charter bezweckt mithin, dass bestimmte Transportmittel für einen bestimmten Zeitraum von anderen als den Eigentümern genutzt werden sollen. Geht es um das Chartern von Segel- und Motorbooten für Urlaub oder Regatten, bezeichnet man dies gemeinhin als Yachtcharter.

## Arten
Zu unterscheiden ist nach Inhalt und Umfang sowie nach dem eingesetzten Transportmittel:

### Inhalt und Umfang
Bei Vollcharter wird die gesamte Kapazität des Transportmittels, bei Teilcharter (oder Raumcharter) nur ein Teil der Kapazität für den Transport mit Personal gemietet oder gepachtet. Das gilt für sämtliche Transportwege zu Wasser und in der Luft.

### Transportmittel
Je nach Transportmittel gibt es den Charterflug, Charterzug oder die Schiffscharter.

#### Flugzeugcharter
Reiseveranstalter nutzen Sitzplatzkontingente (Teilcharter) bei Fluggesellschaften oder ganze Flugzeuge (Vollcharter) für Flugreisen. Für den Laien ist oft der Charterflug von einem Linienflug kaum zu unterscheiden. Besonders Billigfluggesellschaften wie beispielsweise EasyJet, Eurowings oder Ryanair fliegen bestimmte, touristisch bedeutsame Destinationen täglich oder mehrmals täglich regelmäßig an, sind aber dennoch Charterfluggesellschaften. Das hat zur Folge, dass die Fluggesellschaft vom Flug auch zurücktreten kann (englisch cancelled), wenn keine oder zu wenig Flugbuchungen vorliegen. Ein Linienflug muss unter diesen Bedingungen wegen der Beförderungspflicht nach § 21 Abs. 2 LuftVG trotzdem durchgeführt werden. Der Flugzeugcharterverkehr setzt sich aus dem Pauschalflugreiseverkehr, dem Tramp- und dem Anforderungsverkehr zusammen.

#### Schiffscharter
Im internationalen Seeverkehr werden Bareboat-, Zeit- und Reisecharter unterschieden, ebenso im deutschen Seehandelsrecht im 5. Buch des HGB, §§ 553–569, die Reisecharter in §§ 527–535.
- Bareboat-Charter

Es wird das unbemannte Schiff für eine einzelne Reise oder einen definierten Zeitraum dem Charterer überlassen. Der Charterer hat selbst für die Bereederung zu sorgen und trägt während des Nutzungszeitraumes die Kosten für Wartung, Reparaturen und Betriebsstoffe. International üblich wird eine Bareboat-Charter in US$ pro Kalendertag vereinbart und berechnet. Kann das Schiff während dieser Zeit z. B. aufgrund eines technischen Defekts nicht genutzt werden, hat der Charterer dieses Risiko zu tragen. Bareboat-Charter spielt eine wichtige Rolle bei der Ausflaggung, da diese Form unter Anwendung des § 7 FlaggRG ermöglicht, unter fremder Flagge zu fahren, ohne das deutsche Schiffsregister zu verlassen. So waren im Juli 2011 3166 Schiffe mit 67.994.048 BRZ vorübergehend ausgeflaggt. Nach Anzahl der Schiffe waren die beliebtesten fremden Flaggen Liberia sowie Antigua und Barbuda mit 1194 bzw. 1086 Fahrzeugen. Liberia führte dabei nach Tonnage mit 40.432.091 BRZ die Liste mit weitem Abstand an. Der Bareboat-Charterer wird Ausrüster (s.a, § 477 HGB) genannt, wenn er das gecharterte Schiff mit Treibstoff, Proviant, Trinkwasser sowie technischem Schiffsbedarf ausrüstet und mit einer eigenen Besatzung inklusive eines Kapitäns betreibt. Vereinbart der Bareboat-Charterer jedoch eine „management agreement“-Klausel, in der dem Eigner des Schiffes die Ausrüstung inklusive Reparaturen und die Besatzung inklusive eines Kapitäns übertragen wird (englisch to demise), so wird er Demise-Charterer genannt. Zum Bareboat-Charter von Sportbooten siehe Yachtcharter.
- Zeitcharter (englisch Time Charter)

Der Schiffseigentümer (Reeder) stellt das betriebsbereite, ladefähige und bemannte Schiff dem Charterer für einen definierten Zeitraum, aber auch für bestimmte Arten der Ladung und Reisegebiete, zur Verfügung. International üblich wird eine Zeitcharter in US$ pro Nutzungstag vereinbart und berechnet. Der Charterer zahlt neben der vereinbarten Charter auch alle durch den von ihm bestimmten Einsatz bedingten variable Kosten wie den benötigten Treibstoff sowie die Kosten für Hafenanläufe, Kanalpassagen u. ä. Der Zeitvercharterer bezahlt alle fixen Kosten wie Besatzungskosten, Versicherung usw. Der Eigentümer bleibt für den technischen Zustand des Schiffes verantwortlich und hat das Schiff während des Zeitraumes instand zu halten. Er kann die Bereederung selbst ausführen oder einem Dritten übertragen, dem sogenannten Vertragsreeder. Kann das Schiff während des Nutzungszeitraumes z. B. aufgrund einer Dockung oder eines technischen Defekts nicht genutzt werden, wird das Schiff off-hire gestellt, d. h. der Charterer zahlt für diesen Zeitraum keine Charter. Bei dieser Art einer Charters ist das Risiko von Verspätungen auf Seiten des Charterers.
- Reisecharter (englisch Voyage Charter)

Im Gegensatz zur Zeitcharter stellt der Schiffseigentümer dem Charterer das Schiff für eine bestimmte Reise und nicht für einen entsprechenden Zeitraum zur Verfügung. Der Charterbetrag wird deshalb nicht nach Zeit, sondern nach der Ladung berechnet. Die Reisecharter ist der typische Frachtvertrag in der Trampschifffahrt. In der Regel gibt es für die Lade- und/oder Entladezeit (englisch laytime) einen festgelegten Zeitraum, der nach Stunden oder Tagen bestimmt ist. Wird dieser Zeitraum überschritten, beginnt die Überliegezeit (englisch Demurrage). Hierfür ist im Chartervertrag regelmäßig eine feste Rate pro Stunde oder Tag zusätzlich zu zahlen. Im umgekehrten Fall kann, wenn dies vereinbart wird, der Schiffseigentümer dem Charterer einen bestimmten Betrag zahlen, wenn der Charterer unterhalb der laytime bleibt, das sogenannte Eilgeld (englisch dispatch money); häufig ist das die Hälfte des Demurrage-Betrages. Das Risiko für Verspätungen trägt hier der Schiffseigentümer.

## Rechtsfragen
Internationale Rechtsgrundlage des Charters ist ein Chartervertrag, der zwischen dem Verfrachter und dem Befrachter geschlossen wird. Die Einordnung des Zeitchartervertrags in die Vertragstypen des deutschen Schuldrechts bereitet wegen der zahlreichen unterschiedlichen Ausgestaltungen Schwierigkeiten, ist aber im deutschen Seehandelsrecht des HGB definiert. Lange Zeit umstritten war, ob die Charter ein Beförderungsvertrag, also Werkvertrag, oder aber Miete sei. Inzwischen hat der Gesetzgeber den Zeitchartervertrag in der Schifffahrt als Vertrag „sui generis“ definiert. Beim Chartervertrag handelt es sich um einen Vertrag zur zeitlich begrenzten Schiffsüberlassung, welcher dem Mietvertrag ähnelt. In der Regel handelt es sich um einen Dienstvertrag und nicht um einen Werkvertrag. Wird das gesamte Schiff oder Flugzeug für eine bestimmte Zeit vollständig dem Charterer ohne Besatzung zur Benutzung überlassen, so liegt ein Mietvertrag vor. Ist aufgrund einer Employment-Klausel auch die Überlassung der Mannschaft geschuldet, so kommen in der Regel die Vorschriften des Transportrechts zur Anwendung. Überlässt der Vercharterer (z. B. die Fluggesellschaft) nur ein Kontingent an Plätzen für Passagiere (z. B. an einen Reiseveranstalter), so liegt ein Werkvertrag mit der Pflicht zur Sammelbeförderung nahe. Vertragsgegenstand des Beförderungsvertrages ist stets die Ladung, bei der Charter aber das Schiff.
Das Handelsgesetzbuch (HGB) erwähnt im Seehandelsrecht in § 557 HGB lediglich und rudimentär den Zeitcharter, der den „Zeitvercharterer“ verpflichtet, dem „Zeitcharterer“ zu dessen Verwendung ein bestimmtes Seeschiff mit Schiffsbesatzung auf Zeit zu überlassen und mit diesem Schiff Güter oder Personen zu befördern oder andere vereinbarte Leistungen zu erbringen. Ansonsten erwähnen Gesetze den Charter nicht. Der Gesetzgeber geht davon aus, dass Seeschifffahrt immer international ist und Vertragseinzelheiten über die verschiedenen Charterverträge individuell vereinbart werden.
Der Verfrachter ist Eigentümer des Transportmittels oder berechtigt, für dessen Eigentümer (beispielsweise Reederei) zu handeln. Verfrachter ist derjenige, der den Beförderungserfolg zu erbringen hat. Das kann jeder sein, der sich vertraglich dazu verpflichtet, auch bspw. ein Spediteur.
Das Personenbeförderungsgesetz (PBefG) spricht vielmehr in § 46 PBefG von verschiedenen Fahrtzwecken mit Kraftfahrzeugen, die nicht Linienverkehr darstellen, vom Gelegenheitsverkehr.
Deshalb gibt es den Chartervertrag als Vertragstyp nur im Gelegenheitsverkehr und bei Seeschiffen, so dass bei allen übrigen Transportmitteln Miet- oder Pachtrecht gilt.

## International
Durch den Chartervertrag verpflichtet sich in der Schweiz der Reeder als Verfrachter, den Raumgehalt eines bestimmten Seeschiffes ganz oder teilweise für eine bestimmte Zeit (Zeitcharter) oder für eine oder mehrere bestimmte Seereisen (Reisecharter) dem Befrachter zur Verfügung zu stellen, und der Befrachter zur Leistung einer Vergütung (Art. 94 Abs. 1 Seeschifffahrtsgesetz-SSG). Verfrachter und Befrachter können verlangen, dass über den Vertrag eine schriftliche Urkunde (Charter-Partie) ausgestellt wird (Art. 94 Abs. 2 SSG). Gemäß Art. 100 Abs. 2 SSG bestimmt der Verfrachter den Reiseweg zwischen Lade- und Löschplatz.
In Österreich bezieht sich gemäß § 556 UGB der Frachtvertrag zur Beförderung von Gütern entweder auf das Schiff im ganzen oder einen verhältnismäßigen Teil oder einen bestimmt bezeichneten Raum des Schiffes oder auf einzelne Güter (Stückgüter). Jede Vertragspartei kann nach § 557 UGB verlangen, dass über den Vertrag eine schriftliche Urkunde (Chartepartie) errichtet wird.